# 詹同
詹 同（せん どう、生没年不詳）は、元末明初の儒学者・官僚。字は同文。本貫は徽州婺源県。

## 生涯
初めの名を書といった。幼くして聡明で優秀だった。学士の虞集に面会すると、「才子なり」と評されて、その弟の虞槃の娘を妻に迎えた。至正年間、茂才異等科に挙げられ、郴州学正に任じられた。元末の乱に遇い、黄州に居住していたことから、陳友諒に仕えて翰林学士承旨となった。朱元璋が武昌を占領すると、詹書は召し出されて国子博士となり、同の名を賜った。ときに功臣の子弟たちは内府で教習を受けていたが、詹同は学識広く、『易経』や『春秋』を講義して、最も優れていた。考功郎中に転じ、直起居注をつとめた。
洪武元年（1368年）、詹同は侍御史の文原吉や起居注の魏観らとともに天下を巡り、賢才を訪ね求めた。南京に帰還すると、翰林直学士に進み、侍読学士に転じた。洪武帝（朱元璋）が厳刑で部下を統御していたことから、劉基は「古くは公卿に罪があったとき、自殺させるのが制度でございました」といった。詹同はときに帝の側に侍っており、『大戴礼記』と賈誼の『論積貯疏』を取って進上し、これを断言した。
洪武4年（1371年）、詹同は吏部尚書に進んだ。洪武6年（1373年）、学士承旨を兼ね、楽韶鳳とともに釈奠の先師楽章を定めた。また洪武帝の統一事業と治世の詳細を記載した『日暦』の編纂を提案した。洪武帝はこれを聞き入れて、詹同と宋濂を総裁官とし、呉伯宗らを纂修官として編纂に当たらせた。洪武7年（1374年）5月、臨濠での起兵から洪武6年にいたる『日暦』100巻を完成させた。詹同はまた唐の『貞観政要』に倣った書物を編纂して、天下に聖政を宣示したいと提案した。洪武帝はこれを聞き入れて、40類5巻から成る『皇明宝訓』を完成させた。この年、致仕を許されたが、帰郷しないうちに洪武帝に撤回され、宋濂とともに大祀分献の礼を議論した。長らくを経て、再び学士承旨として起用され、死去した。

## 子女
詹同の子の詹徽は、字を資善といい、洪武15年（1382年）に秀才に挙げられた。官は太子少保に上り、吏部尚書を兼ねた。李善長の処断に協力したが、藍玉の獄が起こると、連座して処刑された。